# Doble Bragado de 2006
La 71ª edición de la Doble Bragado se disputó desde el 31 de enero hasta el 6 de febrero de 2006, constó de 7 etapas de las cuales una fue contrarreloj individual con una distancia total acumulada de 1.033,7 kilómetros.
El ganador fue Matias Medici del equipo Municipalidad de 3 de Febrero, quien se puso de líder en la contrarreloj de la 5.ª etapa aprovechando un error de quien hasta ese momento era líder, Ángel Darío Colla, quien se equivoco de recorrido en un retome, fue escoltado en el podio por Juan Curuchet y Walter Pérez ambos del equipo Telecom.

## Ciclistas participantes
Participaron 95 ciclistas, distribuidos en 17 equipos integrados como máximo por 6 corredores cada uno, de los cuales 14 equipos eran argentinos dos uruguayos y una selección nacional de Italia. Por lo que 77 eran argentinos, doce uruguayos y seis italianos. Finalizaron la carrera 70 ciclistas.

#### Equipos
| Nene - Merida | Bicicletas Vairo | Tubulares Monti | Ciudad de Bragado |
| - 1. Pedro Prieto - 2. Álvaro Tardaguila - 3. Gastón Corsaro - 4. Facundo Bazzi - 5. Ezequiel Romero                              | - 7. Adolfo Trabochi - 8. Eddie Cisneros - 9. Mauricio Mello - 10. Franco Lopardo - 11. Mariano Taddeo - 12. Richard Mascarañas            | - 13. Cristian León - 14. Milton Wynants - 15. Raúl Turano - 16. Armando Borrajo - 17. Emilio San Martín - 18. Mauro Richeze | - 19. Aldo Espósito - 20. Cesar Muñoz - 21. Luis Tolosa - 22. Fabian Millares - 23. Francisco Turano - 24. Guillermo Mulvihill  |
| Orbea-D'Aye | Selección de Italia | Ciudad de 25 de Mayo | Telecom |
| - 25. Lucas Sebastian Haedo - 26. Claudio Reybaund - 27. Victorio Marina - 28. Jesús Mayerna - 29. Mateo Sasso - 30. Favio Cianci | - 31. Claudio Masnatta - 32. Saveriano Sangion - 33. Giampaolo Biolo - 34. Federico Bontorin - 35. Alex Buttazzoni - 36. Martino Marcotto  | - 37. Lucas Lopardo - 38. Cristian Capobianco - 39. Santiago Cabrera - 40. Daniel Morales - 41. Cristian Ranquehue           | - 43. Juan Curuchet - 44. Walter Pérez - 45. Ángel Dario Colla - 46. Fernando Antogna - 47. Jorge Montenegro - 48. Juan Gaspari |
| Colla-Rovi | Municipalidad de 3 de Febrero | Escuela de Ciclismo Donadio                                                                                                  | Ciudad de Chacabuco |
| - 49. Daniel Mosler - 51. Federico Pagani - 52. Oswaldo Froscasco - 53. Favio Massotti - 54. Angelo Siccone                       | - 55. Matias Medici - 56. Luis Alberto Martínez - 57. Daniel Capella - 58. Cristian Clavero - 59. Eleno Rodríguez - 60. José Luis Miraglia | - 61. Darío Díaz - 62. Gabriel Richard - 63. Claudio Flores - 64. Cesar Sigura - 65. Mauricio Pérez - 66. Juan Pablo Dotti   | - 67. Francis Chulivert - 68. Germán Broggi - 70. Marcos Casella - 71. Sebastián Medina - 72. Ariel Armendariz                  |
| Carmelo-InfoBiker | Margarinas Rolidar | Club Ciclista Bragado | Club S y D. Villa Teresa |
| - 73. Matias Stella - 74. Jeremias Rodriguez - 75. Héctor Tourn - 76. Pablo Ciancio - 77. Maximiliano Herrera - 78. Favio Badano  | - 79. Marcos Ferrari - 80. Diego Gorosito - 81. Fernando Cruz Robledo - 82. Sergio Gonzalez - 83. Marcos Crespo - 84. Gustavo Vazquez      | - 85. Elvio Alborzen - 86. Alejandro Gonzalez - 87. Roberto Richezze                                                         | - 91. Guillermo Brunetta - 93. Gregorio Bare - 94. Ricardo Guedes - 95. Pablo Pintos - 96. Alejandro Parraga                    |
| Transportes None - Tinaro | | | |
| - 97. Roberto Prezioso - 98. Gustavo López - 99. Matias Sassone - 100. Mauricio Müller - 101. Omar Guiñazu - 102. Matias Sayal    | | | |

## Etapas
| Etapa | Fecha        | Recorrido               | km        | Ganador           | Líder             |
| 1ª    | 30 de enero  | Caseros - Mercedes      | 113       | Ángel Darío Colla | Ángel Darío Colla |
| 2ª    | 31 de enero  | Mercedes - Chacabuco    | 156,8     | Fernando Antogna  | Ángel Darío Colla |
| 3ª    | 1 de febrero | Chacabuco - Pergamino   | 162       | Fernando Antogna  | Ángel Darío Colla |
| 4ª    | 2 de febrero | Pergamino - 25 de Mayo  | 144,5     | Ángel Darío Colla | Ángel Darío Colla |
| 5ª    | 3 de febrero | 25 de Mayo - Bragado    | 131,1     | Ángel Darío Colla | Ángel Darío Colla |
| 6ª A  | 4 de febrero | Bragado                 | 16,9(CRI) | Matias Medici     | Matias Medici     |
| 6ª B  | 4 de febrero | Circuito en Bragado     | 122       | Mauro Richeze     | Matias Medici     |
| 7ª    | 5 de febrero | Bragado - Pablo Podestá | 186,4     | Raúl Turano       | Matias Medici     |

## Clasificación final
| Posición | Ciclista           | Equipo                        | Tiempo     |
| -------- | ------------------ | ----------------------------- | ---------- |
|          | Matias Medici      | Municipalidad de 3 de Febrero | 22 h 9'56" |
| 2        | Juan Curuchet      | Telecom                       | + 28"      |
| 3        | Walter Pérez       | Telecom                       | + 33"      |
| 4        | Fernando Antogna   | Telecom                       | + 34"      |
| 5        | Ángel Darío Colla  | Telecom                       | + 35"      |
| 6        | Alejandro Gonzalez | Club Ciclista Bragado         | + 1' 05"   |
| 7        | Guillermo Bruneta  | Club S.y D. Villa Teresa      | + 1' 05"   |
| 8        | Pedro Prieto       | Nene-Merida                   | + 1' 13"   |
| 9        | Federico Pagani    | Colla-Rovi                    | + 1' 33"   |
| 10       | Franco Lopardo     | Bicicletas Vairo              | + 1' 44"   |